# Benton Township (comté de Linn, Missouri)
Pour les articles homonymes, voir Benton Township.
Benton Township est un ancien township, situé dans le comté de Linn, dans le Missouri, aux États-Unis,.
Le township est fondé en 1838 et probablement baptisé en référence à Thomas Hart Benton, un sénateur du Missouri.

### Source de la traduction
- (en) Cet article est partiellement ou en totalité issu de l’article de Wikipédia en anglais intitulé « Benton Township, Linn County, Missouri » (voir la liste des auteurs).